# Heeslingen
Heeslingen er en kommune i Samtgemeinde Zeven med godt 4.650 indbyggere (2013). Den ligger i den centrale del af Landkreis Rotenburg (Wümme), i den nordlige del af den tyske delstat Niedersachsen. Samtgemeindens administration ligger i byen Zeven.

## Geografi
Heeslingen ligger ca. 5 km øst for Zeven i landskabet Zevener Geest. Floden Oste løber gennem kommunen.

### Inddeling
Ud over Heeslingen ligger i kommunen landsbyerne Boitzen, Freyersen, Meinstedt, Sassenholz, Steddorf, Weertzen, Wense og Wiersdorf.